# Cmentarz wojenny nr 262 – Przybysławice
Cmentarz wojenny nr 262 – Przybysławice – cmentarz z I wojny światowej znajdujący się we wsi Przybysławice w województwie małopolskim, w powiecie tarnowskim, w gminie Radłów. Jest jednym z 400 zachodniogalicyjskich cmentarzy wojennych zbudowanych przez Oddział Grobów Wojennych C. i K. Komendantury Wojskowej w Krakowie. W VIII okręgu brzeskim cmentarzy tych jest 52.

## Opis cmentarza
Cmentarz znajduje się między domami, po prawej stronie drogi z Przybysławic do Miechowic Małych. Ma kształt prostokąta. Ogrodzenie trzech jego boków wykonane jest z metalowych segmentów, z czwartej strony (przeciwległej do drogi) jest to mur betonowy. Wejście od drogi przez metalową furtkę. Prowadzi od niej alejka do pomnika centralnego. Jest to osadzony na dwustopniowym czworokątnym cokole duży betonowy krzyż łaciński. Po obu stronach alejki, oraz za pomnikiem znajdują się rzędy nagrobków. Są to umieszczone na betonowej płycie rzędy żeliwnych krzyżów o rozszerzonych końcach.

## Polegli
Pochowano tutaj 40 żołnierzy armii austro-węgierskiej poległych lub zmarłych z ran w latach 1914–1915. Przez tereny te dwukrotnie przetoczył się front wojenny. Wojska rosyjskie w listopadzie 1914 zajęły je wypierając Austriaków. W maju 1915 sprzymierzone armie austro-węgierska i niemiecka dokonały wielkiej ofensywy zwanej bitwą pod Gorlicami, w czasie której przełamały front rosyjski i zmusili Rosjan do cofnięcia się daleko na wschód.

## Losy cmentarza
Po II wojnie ranga cmentarza w świadomości społeczeństwa i ówczesnych władz zmalała, przybyły bowiem nowe, świeższe cmentarze i dramatyczne historie nowej wojny. Cmentarz ulegał w naturalny sposób niszczeniu przez czynniki pogody i roślinność, zdarzały się też akty wandalizmu. Dopiero od lat 90. zaczęto bardziej dbać o cmentarze z I wojny światowej. Cmentarz nr 262 odnowiono i jest zadbany. Nie odzyskał jednak pierwotnego wyglądu. Pierwotnie ogrodzenie składało się z betonowych słupków połączonych rzędami trzech stalowych rur. Krzyż na pomniku centralnym był drewniany i zwieńczony był półokrągłą glorią. W podstawie miał datę 1915. Krzyże nagrobne nie były osadzone na wspólnej betonowej płycie, lecz każdy z nich miał swój betonowy cokół.

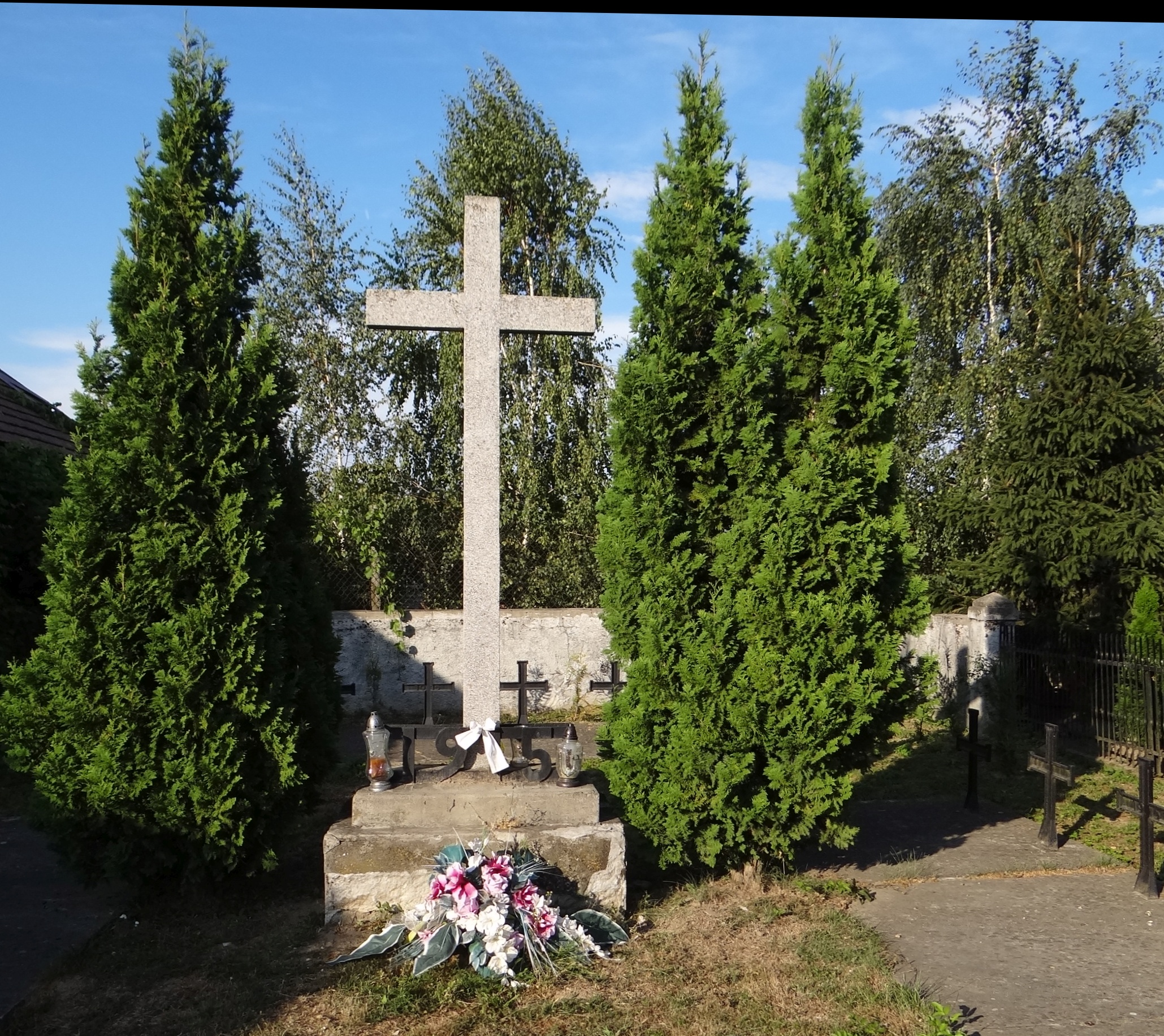
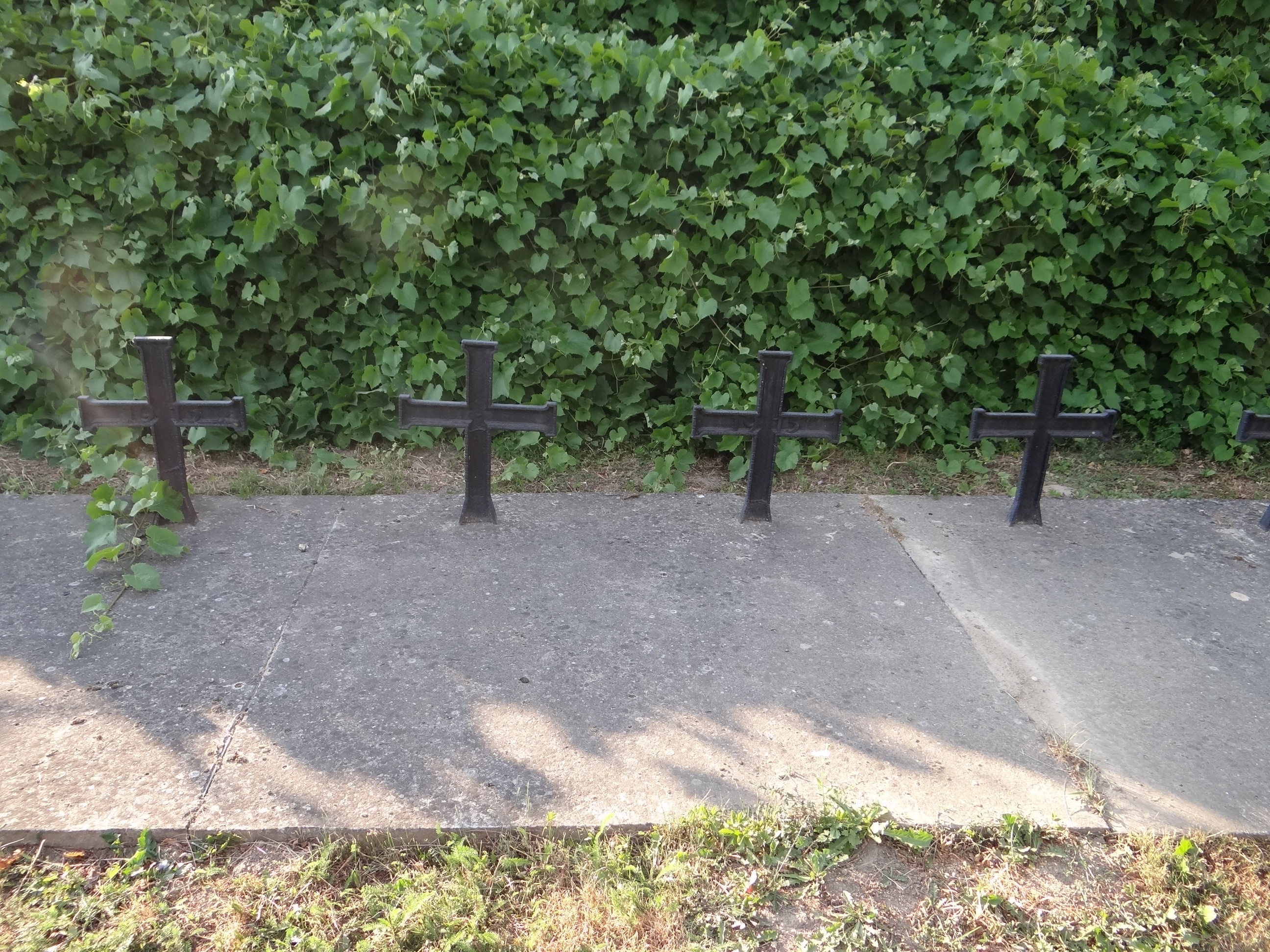
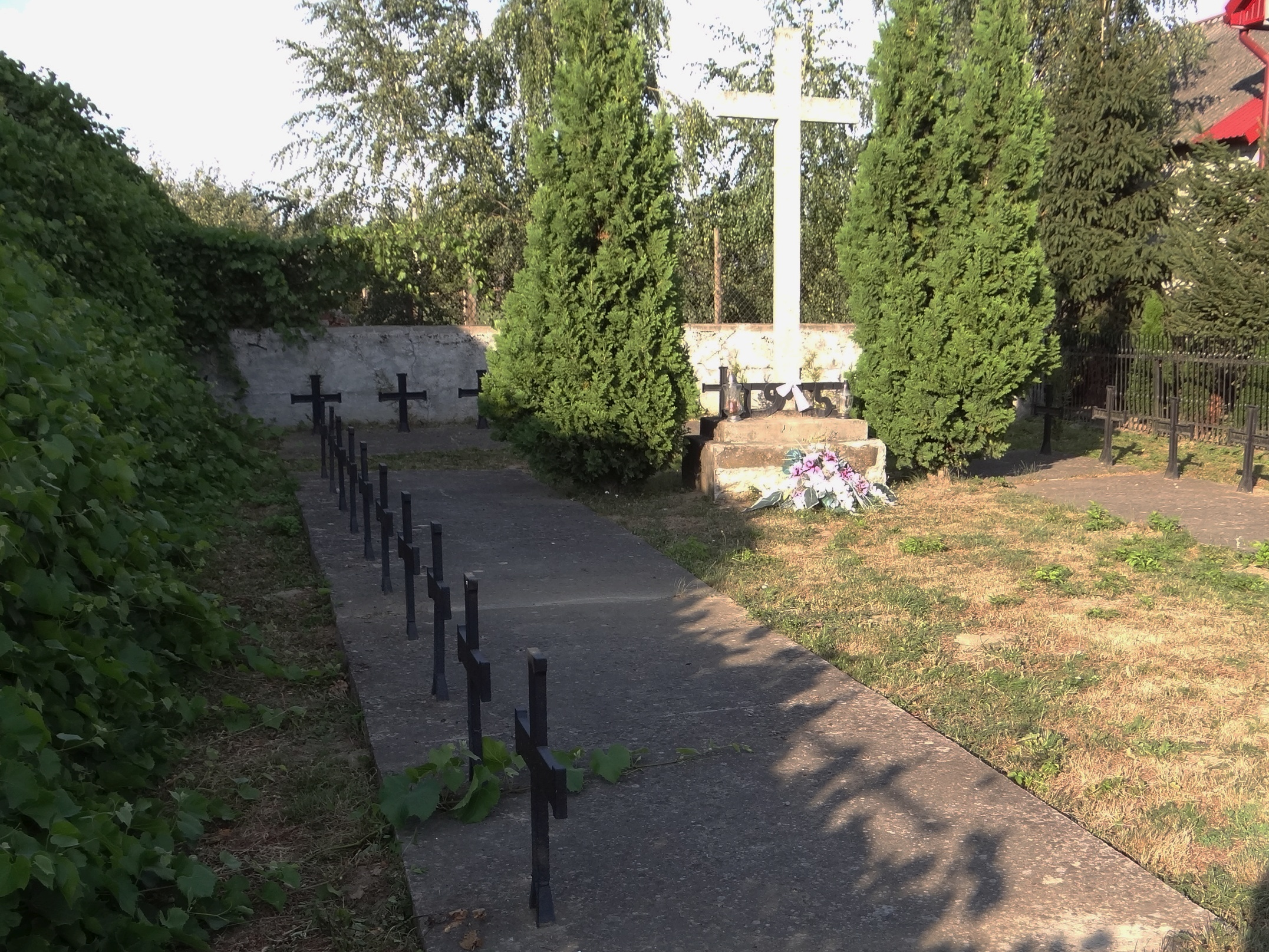